# Chance the Rapper
Chancelor Johnathan Bennett (sinh ngày 16/4/1993, nghệ danh: Chance the Rapper) là nam rapper, ca sĩ, sáng tác kiêm sản xuất nhạc, diễn viên, nhà hoạt động thiện nguyện người Mỹ.
Sinh ra ở Chicago, Illinois, Chance the Rapper phát hành mixtape đầu tay mang tên 10 Day vào năm 2012. Anh bắt đầu nổi tiếng sau bản mixtape thứ hai, Acid Rap năm 2013. Năm 2016, anh ra mắt mixtape thứ ba, Coloring Book, tác phẩm mang về cho nam ca sĩ ba giải Grammy, bao gồm giải Album nhạc Rap xuất sắc nhất, và đồng thời trở thành album đầu tiên giành giải Grammy mà chỉ phát hành online. Mixtape này cũng đứng hạng 8 trên bảng xếp hạng Billboard 200.
Năm 2019, anh phát hành album phòng thu chính thức đầu tiên, The Big Day, vào ngày 26 tháng 7.
Bên cạnh sự nghiệp solo, Chance còn là thành viên của các nhóm nhạc Savemoney và Social Experiment. Anh cũng tham gia vào các hoạt động xã hội ở Chicago nơi đang sinh sống.

## Thời thơ ấu
Chancelor Jonathan Bennett sinh ra trong một gia đình trung lưu ở Chicago, bang Illinois. Cha anh, ông Ken Williams-Bennett, từng là trợ lý của thị trưởng thành phố, Harold Washington và sau đó là Thượng nghị sĩ Barack Obama. Mẹ anh, bà Lisa Bennett, làm việc tại Văn phòng luật sư bang Illinois.
Niềm đam mê âm nhạc của Bennett bắt đầu từ thời tiểu học khi anh còn nghe nhạc Michael Jackson qua băng cassette. Cha mẹ anh cũng thường xuyên mở những bài hát của Billie Holiday, Sam Cooke và những ca sĩ nhạc jazz, gospel khác.
Bennett bắt đầu quan tâm tới hip hop nhiều hơn khi tình cờ nghe được ca khúc "Through the Wire" của Kanye West trên radio. Sau khi biết đây là ca khúc nằm trong dự án đầu tay của Kanye, mang tên The College Dropout, Bennett đã mua cả album và đây cũng là album hip hop đầu tiên mà anh nghe. Anh cho biết Kanye là nghệ sĩ có ảnh hưởng lớn tới bản thân, cũng như đã khơi dậy nguồn cảm hứng rap trong anh. Hai ca sĩ từng gặp nhau vào tháng 8 năm 2014 ở festival nhạc Bonnaroo.